# Fibrinogen
Fibrinogen (koagulační faktor I) je velký glykoprotein, který se běžně vyskytuje rozpuštěný v krevní plazmě. Je nezbytný při srážení krve.
Výsledkem koagulační kaskády je aktivace zymogenu protrombinu na enzym (serinovou proteázu) trombin, který přeměňuje fibrinogen na fibrinové monomery. Tyto monomery polymerují a tvoří hustou síť vláken. Síť vláken je dále stabilizována faktorem XIII (enzym transglutamináza), který vytváří amidové vazby (křížové vazby) mezi postranními řetězci aminokyselin lysinu a glutaminu v molekulách fibrinu. Tyto reakce jsou podstatou srážení krve (hemokoagulace).
Fibrinogen je, jako většina koagulačních faktorů, syntetizován v játrech.

## Struktura
Fibrinogen je 340 kDa velký, rozpustný glykoprotein (Mr=340 000), skládající se ze tří párů polypeptidových řetězců Aα Bβ a γ. Řetězce jsou kovalentně vázané disulfidickými vazbami v blízkosti amino-konců řetězců. Naopak karboxy-konce jsou od sebe oddáleny.
Části řetězců Aα a Bβ, A a B, se označují jako fibrinopeptidy A (FPA) a B (FPB).

## Funkce
Koagulace krve a vytvoření sraženiny je důsledek poměrně složitého řetězce dějů, při kterém dochází k postupné aktivaci koagulačních faktorů, aktivovaný faktor aktivuje zymogen následujícího až ke vzniku fibrinu.
Fibrinogen je tedy poslední zymogen v řadě. Jeho aktivace, tedy přeměna na nerozpustný a polymerující fibrin, je způsobena proteázou trombinem.
Trombin hydrolyzuje vazby mezi fibrinopeptidy a α a β částmi řetězců fibrinogenu. Vznikne tak fibrinmonomer, který má strukturu (α β γ)2. Odkrytím vazebných míst je umožněna agregace a polymerace, vzniknou tak nerozpustná vlákna fibrinu.
Fibrinogen je také mediátorem agregace krevních destiček.

## Lékařské využití
Fibrinogen je jeden z proteinů akutní fáze. Jeho koncentrace v krvi stoupá při zánětu nebo při poškození tkání. Hladina fibrinogenu se vyšetřuje ve venózní krvi odebrané do zkumavky s citrátem (3,8% citrát sodný, poměr citrátu a krve - 1:9) metodou podle Clausse. Normální hodnoty jsou 1,5 - 3 g/l. Fibrinogen společně s dalšími plazmatickými bílkovinami (hlavně imunoglobuliny) vyvolává zvýšenou sedimentaci krve při zánětech, čehož se využívá jako nespecifického diagnostického nástroje.
Nízké hladiny fibrinogenu (pro účinné srážení krve je nutná hladina alespoň 0,6 g/l) mohou být způsobeny aktivací koagulačního systému, kdy je spotřeba koagulačních faktorů větší než jejich syntéza. Tato neúměrně rozsáhlá spotřeba faktorů je známa jako diseminovaná intravaskulární koagulace (DIC). DIC se obtížně diagnostikuje, ale dobrým vodítkem je právě nízká hladina fibrinogenu společně s prodlouženými časy koagulačních testů (např. aktivovaný parciální tromboplastinový čas) a vysoká koncentrace D-dimerů - při akutním kritickém onemocnění jako je sepse nebo trauma.

## Poruchy syntézy nebo funkce fibrinogenu
Afibrinogenemie, nebo hypofibrinogenemie, tedy úplné chybění nebo malé množství fibrinogenu v krvi, je provázeno častým krvácením od raného věku. Typickým příznakem je krvácení z přerušeného pupečníku.
Vrozená afibrinogenemie je autozomálně recesivní porucha syntézy fibrinogenu.
Kromě toho bylo popsáno mnoho typů strukturálně odlišných a proto funkčně méněcenných molekul fibrinogenu. Většina z nich je spojena se zvýšenou krvácivostí, některé odchylky naopak způsobují přílišnou odolnost vzniklého fibrinu vůči účinku proteázy plazminu, která za normálních okolností odbourává fibrin. To může vést ke vzniku embolie.

## Krvácivé choroby
Projevem nedostatečné funkce srážlivosti krve jsou různé choroby v závislosti na deficitu jednoho z dvanácti faktorů srážlivosti označovaných římskými číslicemi. Nejznámějšími chorobami jsou hemofilie a von Wilebrandova nemoc.